# کوسه‌های دریای سرخ

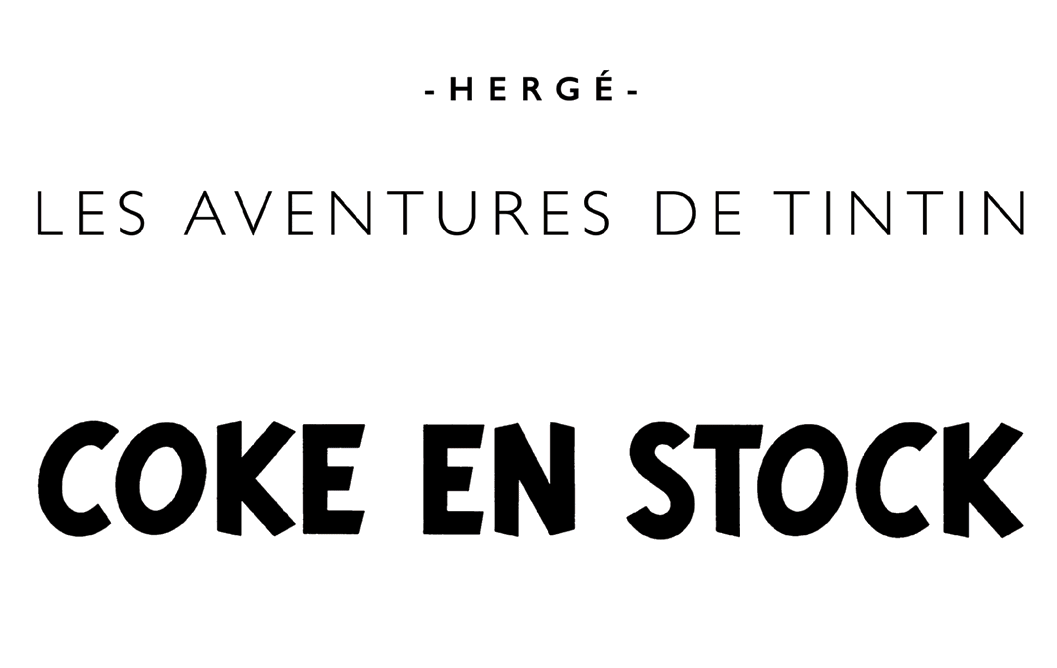
کتاب کوسه‌های دریای سرخ

کوسه‌های دریای سرخ (فرانسوی: Coke en stock) نوزدهمین جلد از مجموعه کمیک‌های ماجراهای تن‌تن اثر کارتونیست بلژیکی هرژه است. این داستان ابتدا به صورت زنجیره‌ای در مجله تن‌تن بلژیک از اکتبر ۱۹۵۶ تا ژانویه ۱۹۵۸ منتشر شد و سپس در سال ۱۹۵۸ توسط انتشارات کسترمن به صورت یک جلد مجزا به چاپ رسید. این داستان ماجراهای تن‌تن، خبرنگار جوان، میلو، سگ او و کاپیتان هادوک، دوست او را دنبال می‌کند که برای کمک به امیر بن کالیش عزب در بازپس‌گیری تاج و تخت خود پس از یک کودتا توسط دشمنانش، که توسط تاجران برده به رهبری دشمن دیرینه تن‌تن، راستاپوپولوس تأمین مالی می‌شوند، به یک کشور خیالی خاورمیانه سفر می‌کنند.
نوزدهمین کتاب از مجموعه کتاب‌های کمیک ماجراهای تن‌تن و میلو است. این کتاب نخستین بار در سال ۱۹۵۸ میلادی توسط هرژه نوشته، طراحی و به چاپ رسید. نام اصلی این کتاب در ابتدا معدن زغال سنگ بود. زغال سنگ پیام رمز آمیزی بود که برده داران برای نشان دادن برده‌ها از آن استفاده می‌کردند. علی‌رغم این که هرژه در این داستان با برده داری مخالفت کرده‌است، لکن با فشار برخی گروه‌های ضد تبعیض نژادی مجبور به تغییر این نام شد.
هرژه در این کتاب برای اولین بار با جمع کردن تعداد زیادی از شخصیتهای فرعی ماجراهای قبلی تن‌تن در داستان کوسه‌های دریای سرخ تغییری بنیادی در شکل اصلی داستان‌های تن‌تن بنا نهاد و تلویحاً اعلام کرد که علاقه‌ای به معرفی و خلق شخصیت‌های جدید در داستان‌های بعدی تن‌تن ندارد.
از جمله شخصیت‌هایی که از سری ماجراهای قبلی تن‌تن در داستان کوسه‌های دریای سرخ ظاهر می‌شوند، می‌توان به ژنرال آلکازار (گوش شکسته)، عبدالله و ابن کالیش اذاب(سرزمین طلای سیاه)، راستاپوپولوس (سیگارهای فرعون)، داوسون (گل آبی) و آلن (خرچنگ پنجه طلایی) نام برد.

## شرح
کوسه‌های دریای سرخ در ادامه جلد قبلی این مجموعه، ماجرای تورنسل، با کمک تیم هنرمندان هرژه در استودیوهای هرژه خلق شد. هرژه که تحت تأثیر کمدی انسانی اثر انوره دو بالزاک بود، از این داستان به عنوان وسیله‌ای برای بازگرداندن طیف وسیعی از شخصیت‌هایی که در قسمت‌های قبلی این مجموعه ظاهر شده بودند استفاده کرد. این داستان به موضوع تجارت برده در جهان عرب می‌پردازد. با این حال، در دهه ۱۹۶۰ این داستان جنجال‌برانگیز شد، زیرا هرژه بارها به دلیل به تصویر کشیدن آفریقایی‌ها به روشی نژادپرستانه مورد اتهام قرار گرفت. او از این اتهامات ناراحت بود و در چاپ‌های بعدی داستان تغییراتی در نحوه به تصویر کشیدن آفریقایی‌ها ایجاد کرد. هرژه ماجراهای تن‌تن را با تن‌تن در تبت ادامه داد و این مجموعه در مجموع به یک بخش تعیین‌کننده در سنت مصورنگاری فرانسوی-بلژیکی تبدیل شد. کوسه‌های دریای سرخ مورد استقبال منتقدان قرار گرفت و مفسران مختلف آن را یکی از بهترین ماجراهای تن‌تن توصیف کردند. این داستان برای مجموعه پویانمایی ماجراهای تن‌تن محصول ۱۹۹۱ الیپس پروگرام/نلوانا و همچنین نمایش رادیویی ماجراها در رادیو بی‌بی سی ۵ در سال‌های ۱۹۹۲–۳ اقتباس شد.

## خلاصه داستان
در بروکسل، تن‌تن و کاپیتان هادوک با یک دوست قدیمی، ژنرال آلکازار، برخورد می‌کنند. با بازگشت به تالار مارلین اسپایک، آنها متوجه می‌شوند که امیر خمد، [[[فهرست شخصیت‌های ماجراهای تن‌تن|محمد بن کالیش عزاب]]، توسط دشمنش شیخ باب‌الاهر سرنگون شده و در نتیجه امیر پسر خود، عبدالله شرور، را برای محافظت از جانش، به اقامت در مارلین اسپایک فرستاده‌است. کارآگاهان پلیس، دوپونت و دوپونط، از تن‌تن دیدار کرده و به او اطلاع می‌دهند که آلکازار به دنبال خرید هواپیماهای نظامی از جی.ام. داوسون است. تن‌تن بعد از تحقیقات بیشتر متوجه می‌شود که داوسون هواپیماهای نظامی را نیز به باب‌الاهر فروخته‌است.
تن‌تن، هادوک و سگشان میلو، با این درک که تنها راه خلاصی از دست عبدالله، احیای حکومت امیر در خمد است، به این کشور خاورمیانه‌ای سفر می‌کنند. با این حال، این سه نفر به دلیل کشف دخالت تن‌تن توسط داوسون از بمبی که در هواپیما کار گذاشته‌شده بود تا آنها را بکشد، نجات می‌یابند و سپس مخفیانه وارد شهر «وادی‌شاه» می‌شوند. آنها در آنجا با یک دوست قدیمی، تاجر پرتغالی، اولیویرا دا فیگوئرا، ملاقات می‌کنند که به آنها کمک می‌کند تا از شهر فرار کنند و با اسب به مخفیگاه امیر بروند. در طول سفر، آنها از خودروهای زرهی و هواپیماهای جنگنده‌ای که به دستور «ملا پاشا» - که در واقع دکتر مولر، دشمن قدیمی تن‌تن است - برای متوقف کردن آنها فرستاده شده‌اند، طفره می‌روند.
بعدها، امیر از تن‌تن و هادوک استقبال می‌کند. سپس، از توضیح امیر مشخص می‌شود که یک شبکه تجارت برده در خمد وجود دارد که توسط تاجر بین‌المللی به نام «مارکیز دی گورگونزولا» اداره می‌شود. گورگونزولا به دروغ به مسلمانان آفریقایی وعده سفر زیارتی به مکه می‌دهد، اما سپس آنها را در جایی از مسیر به بردگی می‌فروشد. تن‌تن، هادوک و میلو به سمت ساحل دریای سرخ راهی می‌شوند و سوار بر یک قایق (سنبوق) به سمت مکه می‌روند، اما مورد هجوم هواپیماهای جنگنده قرار می‌گیرند. تن‌تن یکی از آنها را منهدم می‌کند و خلبان مزدور استونیایی آن، پیوتر اسکات، را نجات می‌دهد. این چهار نفر سوار بر قایق تفریحی دی گورگونزولا، به نام شهرزاد، می‌شوند اما خیلی زود به SS Ramona، یک کشتی باری، منتقل می‌شوند. مشخص می‌شود که دی گورگونزولا یکی دیگر از دشمنان قدیمی تن‌تن به نام روبرتو راستاپوپولوس است.
با کمال میل. در اینجا ترجمه فارسی متن ارائه شده شما با حفظ کلمات فارسی، "فهرست شخصیت‌های ماجراهای تن‌تن"، "او-بوت"، "یواس‌اس لس‌آنجلس (سی‌ای-۱۳۵)"، "سرافین لامپیون" و "رالی (اتومبیل‌رانی)" آمده‌است:
- - 'رامونا' یکی از کشتی‌های تجارت برده راستاپوپولوس است و وقتی شبی آتش‌سوزی در آن رخ می‌دهد، فرمانده کشتی فهرست شخصیت‌های ماجراهای تن‌تن و خدمه‌اش با بزدلی فرار می‌کنند و تن‌تن، هادوک، میلو و اسکات را به همراه محموله‌ای از بردگان آفریقایی در کشتی رها می‌کنند. با کاپیتانی کشتی از سوی هادوک، آنها با موفقیت موفق به خاموش کردن آتش می‌شوند. با این حال، راستاپوپولوس دستور نابودسازی 'رامونا' توسط یک او-بوت را می‌دهد. کشتی برای بقا مجبور به مانورهای طفره رو می‌شود و در نهایت پس از ارسال پیام‌های اضطراری متعدد از طرف تن‌تن، توسط یک جنگنده از ناو یواس‌اس لس‌آنجلس (سی‌ای-۱۳۵) نجات پیدا می‌کند. کشتی 'لس آنجلس'، کشتی 'شهرزاد' را تعقیب می‌کند و قصد دستگیری دی گورگونزولا را دارد، اما او مرگ خود را جعل کرده و از طریق یک زیردریایی کوچک فرار می‌کند.[۶] تن‌تن، هادوک و میلو به بلژیک بازمی‌گردند و متوجه می‌شوند که امیر، خمد را پس گرفته و عبدالله می‌تواند به خانه بازگردد. استراحت آنها با حضور فروشنده بیمه سرافین لامپیون کوتاه می‌شود، که ترتیب استفاده از مارلین اسپایک را برای یک رالی (اتومبیل‌رانی) داده‌است.[۷]**

## تاریخچه

### پیش‌زمینه و انتشار
هرژه پس از خواندن مقاله‌ای در مجله‌ای که جزئیات استمرار تجارت برده در جهان عرب بود، تصمیم به پیشبرد طرح داستانی کوسه‌های دریای سرخ گرفت. در این مقاله ادعا شده بود که زائران آفریقایی عازم مکه در طول مسیر به بردگی گرفته می‌شدند. هرژه اشاره‌ای به این تجارت برده در عنوان اصلی فرانسوی داستان، Coke en Stock (بار زغال‌سنگ)، گنجانده‌است که به استفاده قاچاقچیان برده از کلمه «زغال‌سنگ» به عنوان رمز برای اشاره به افراد برده اشاره دارد. 

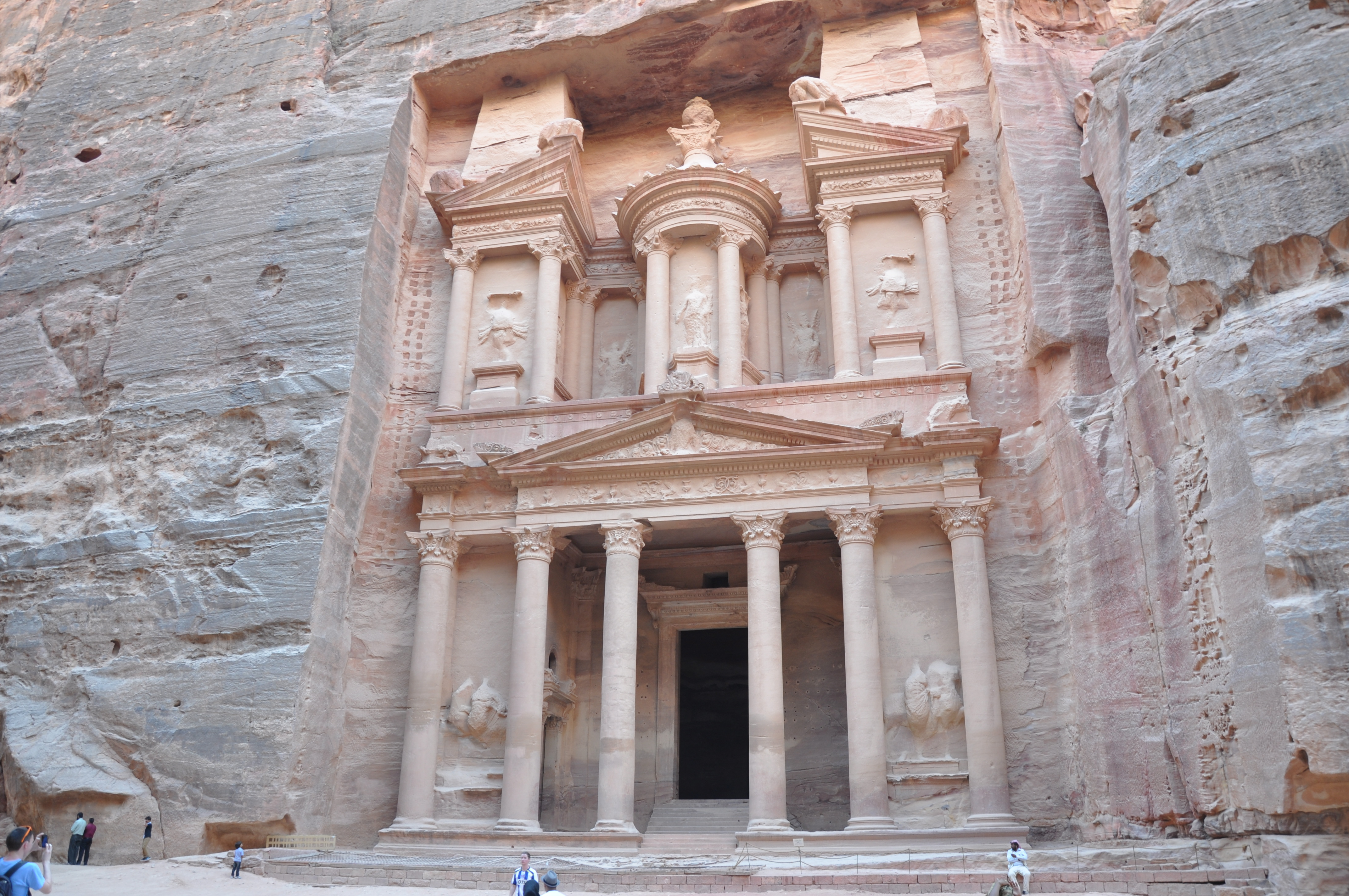
خزانه (ال خزنه) در پترا که در کتاب به تصویر کشیده شده‌است

پیش از نوشتن داستان، هرژه کتاب Balzac et son monde (بالزاک و دنیای او) را خوانده بود که در سال ۱۹۵۵ توسط دوستش فلسین مارسو نوشته شده بود. هرژه که مجذوب کار انوره دو بالزاک شده بود، شیفته روش بالزاک در استفاده مجدد از شخصیت‌های داستان‌های قبلی‌اش شد و متعاقباً این ویژگی را برای کوسه‌های دریای سرخ در پیش گرفت. در این کتاب طیف وسیعی از شخصیت‌های ماجراهای تن‌تن دوباره ظاهر می‌شوند. هرژه همچنین یک شخصیت جدید، خلبان استونیایی به نام پیوتر اسکات را معرفی کرد که سپس در پرواز شماره ۷۱۴ دوباره حضور پیدا می‌کند. 
برای تولید تصاویر دقیق از "رامونا"، هرژه و دستیارش بوب دو مو با یک کشتی باری سوئدی، MS "Reine Astrid"، از آنتورپ به یوتبری و بالعکس سفر کردند. در طول این سفر عکس و طراحی‌هایی به عنوان منابع تهیه کردند. هرژه همچنین بریده‌هایی از نشریات را که کریستینا او را به تصویر می‌کشیدند، جمع‌آوری کرده بود. این قایق موتوری متعلق به آریستوتلیس اوناسیس، غول کشتیرانی یونانی بود. هرژه از این تصاویر به عنوان پایه ای برای به تصویر کشیدن کشتی راستاپوپولوس، "شهرزاد" استفاده کرد.
هواپیماها، ماشین‌ها و تجهیزات دیگری که در داستان ظاهر می‌شوند توسط راجر للوپ، یکی از اعضای استودیوهای هرژه، طراحی شدند. در یک صحنه در بخش پایانی داستان، هرژه یک غواص را گنجاند که تصویر او از یک بریده خبری از Lionel Crabb گرفته شده بود.  تصویر او از کاخ مخفی امیر که در دل صخره‌ها قرار داشت، بر اساس Al Khazneh در پترا، اردن بود. هرژه تصاویر آن را در شماره‌ای از نشنال جیوگرافیک دیده بود.
علاقه فزاینده هرژه به هنر در داستان منعکس شد. او یک نسخه از Le Canal du Loing اثر آلفرد سیسلی را در مارلین اسپایک گنجاند. هرژه همچنین نقاشی‌هایی از پابلو پیکاسو و خوان میرو را در کشتی «شهرزاد» متعلق به راستاپوپولوس قرار داد. نام مستعار مولر در داستان، ملا پاشا، بر اساس نام سرباز بریتانیایی جان بگوت گلاب بود. شخصیت پیوتر اسکات بر اساس Remi Milk، خلبان استونیایی که با یک هواپیمای دریایی آرادو از استونی به سوئد فرار کرده بود، ساخته شد. در صحنه پایانی، هرژه حضور افتخاری برای خود و دوست و همکارش Edgar P. Jacobs را در نظر گرفت.
این داستان در اکتبر ۱۹۵۶ در مجله بلژیکی تن‌تن به صورت زنجیره‌ای منتشر شد، قبل از آنکه در نسخه فرانسوی مجله در دسامبر سریال شود. سپس در سال ۱۹۵۸ توسط کاسترمن به صورت کتاب منتشر شد. پس از انتشار داستان در بریتانیا در سال ۱۹۶۰، عنوان Coke en Stock به کوسه‌های دریای سرخ تغییر یافت.

### مجادلات نژادی
هرژه به دلیل به تصویر کشیدن نگرشی نژادپرستانه نسبت به آفریقایی‌ها در داستان قبلی خود، تن‌تن در کنگو، مورد اتهام قرار گرفته بود. به نظر می‌رسد او امید داشت با نمایش تن‌تن و هادوک در حال آزادسازی بردگان آفریقایی در کتاب کوسه‌های دریای سرخ، خود را از چنین انتقاداتی مبری کند. او در روند آماده‌سازی این داستان با همکاری که برای یک مجله با محوریت آفریقا به نام L'Afrique et le Monde ("آفریقا و جهان") کار می‌کرد، مشورت کرد؛ آنها برخی از متن‌هایی را که هرژه می‌خواست در داستان بگنجاند به زبان یوروبایی ترجمه کردند. با این وجود، در ژانویه ۱۹۶۲، مقاله‌ای در مجله Jeune Afrique هرژه را برای به تصویر کشیدن یک تصویر نژادپرستانه از آفریقایی‌ها در این داستان مورد انتقاد قرار داد، اتهامی که توسط نشریات دیگر نیز تکرار شد. این ادعاها بر استفاده ساده‌انگارانه شخصیت‌های آفریقایی از گفتار پیجین متمرکز شد که شبیه به الگوهای گفتاری استفاده‌شده در تن‌تن در کنگو بود.
آفریقایی: "تو خیلی خوب زبان می‌دانی، افندی. عرب خبیث، خیلی خبیث. مردان سیاه‌پوست بدبخت نمی‌خواهند برده باشند. آنها می‌خواهند بروند مکه."
هادوک: "البته، من متوجه‌ام. اما دوباره میگم اگر آنجا بروید به عنوان برده فروخته خواهید شد. این همان چیزی است که می‌خواهید؟"
آفریقایی: "ما برده نیستیم، افندی. ما مسلمان‌های خوبی هستیم. ما می‌خواهیم برویم مکه."
بنوآ پیترز، نویسنده بیوگرافی هرژه، این نظر را بیان کرد که «به‌طور کلی این حملات بسیار ناعادلانه بودند».
هرژه از نظر عاطفی تحت تأثیر این اتهامات قرار گرفت و بر این اساس تغییراتی را در چاپ مجدد کتاب در سال ۱۹۶۷ ایجاد کرد؛ در اینجا او الگوهای گفتاری آفریقایی‌ها را عوض کرد و دستور زبان بهتری به آنها بخشید. با این حال، او پاسخ هادوک به آفریقایی‌ها را همچنان به شکل زبان پیجین (زبان آمیخته ساده) باقی گذاشت.
او برای این نسخه تغییراتی نیز در نامه امیر به تن‌تن ایجاد کرد. نسخه قبلی سبکی رسمی داشت: «دوست ارجمند و بسیار محبوبم، من پسرم، عبدالله، را به شما می‌سپارم تا زبان انگلیسی‌اش را بهتر کنید. اینجا شرایط جدی است. اگر هر مصیبتی بر سر من بیاید، روی شما حساب می‌کنم تا از عبدالله مراقبت کنید.» در ویرایش جدید هرژه، لحن نوشتاری پرطمطراق‌تری در پیش گرفته می‌شود: «این نامه برای این است که شما بدانید ای دوست ارجمند و گرامی، من پسرم، عبدالله، جان دلم را به تو می‌سپارم. اینجا شرایط بسیار جدی است. اگر روزگار بر من سخت بگیرد همچون عقابی که به غزال بی‌گناهی حمله می‌کند (زیرا دنیا از زندگی و مرگ سرشته شده‌است) من مطمئنم که عبدالله پناهگاه، گرما و محبت‌اش را در کنار تو خواهد یافت. با انجام این کار، تو دست به عملی نیک در برابر خدا خواهی زد.»
هرژه با ابراز تاسف از به تصویر کشیدن مرگ آن کوسه در داستان، بعدها اظهار داشت که وقتی داشت کوسه‌های دریای سرخ را می‌نوشت، «هنوز باور داشت که کوسه‌ها جانوران بزرگ و خطرناکی هستند».

## بررسی انتقادی
"[در کتاب کوسه‌های دریای سرخ]، آشفتگی پایانی است بر آیین مانوی گشایش ماجراهای گذشته. تقابل قبلی بین خیر و شر به تقابل بین امر خصوصی و امر عمومی تغییر می‌کند. تن‌تن که دیگر قادر به قضاوت در چنین دنیای پیچیده‌ای نیست، ترجیح می‌دهد کنار بکشد. او با بی‌میلی وارد این ماجرا می‌شود، درست مانند مسافری بدون هیچ تعلقی. او زمان کمی را با افرادی می‌گذراند که پیش‌تر بیشتر وقتش را با آنها بود".

— ژان-ماری آپوستولیدس
هری تامپسون هنگام اظهارنظر در مورد حضور گسترده شخصیت‌ها در ماجراهای تن‌تن، داستان را «یک گردهمایی خانوادگی برای تن‌تن» خواند و اظهار کرد که این داستان «به‌طور غیرمعمول پر از شخصیت‌هایی است که کاپیتان هادوک دوست داشت از آنها دوری کند». مایکل فار معتقد بود هرژه با بازگرداندن این همه شخصیت قدیمی، یک «کیفیت گذشته‌نگرانه برجسته» به کتاب بخشیده‌است.  ژان-مارک لوفیسیه و رندی لوفیسیر احساس کردند که ماهیت «شلوغ» داستان فضای کمی برای حضور چهره‌های اصلی مجموعه مثل پروفسور تورنسل یا تامسون و تامپسون باقی گذاشته و باعث شد تا شخصیت جدید اسکات تنها در حد «یک شخصیت مکمل خوب، اما نه بیشتر» ایفای نقش کند.  این دو همچنین بیان کردند که به نظر می‌رسد «هرژه پیش از پرداختن به چیزی جدی‌تر و دارای طنین شخصی‌تر»، یعنی کتاب تن‌تن در تبت، در حال رسیدگی به گذشته آثار و شخصیت‌های خود بوده‌است.
زندگی‌نامه‌نویس هرژه بنوآ پیترز، کوسه‌های دریای سرخ را داستانی «پیچیده، مبهم و حتی هزارتو مانند» توصیف کرد، که «بدون شک کتابی بود که در آن هرژه بیشترین جسارت را در خلق جهان داستانی خود به خرج داده بود».  او بر این باور بود که «هرژه وارد مرحله جدیدی شد» چرا که به نظر می‌رسد «خانواده شخصیت‌هایش را بهتر از قبل می‌شناسد و از بازی با آنها، و همچنین خوانندگانش، لذت می‌برد.»  پیترز اشاره کرد که این کتاب «از برخی جهات، ادامه‌ای» بر داستان سرزمین طلای سیاه است.  این ارزیابی با برداشت تامپسون، لوفیسیرها و فار مشترک است، چرا که همه آنها کوسه‌ها… را دنباله‌ای نسبی بر کتاب قبلی توصیف کردند. تامپسون اضافه کرد که کتاب کوسه‌های دریای سرخ، «تا حدی شکست نسبی سرزمین طلای سیاه را جبران کرد»، و معتقد است که اگرچه داستان «نسبتاً شتابزده به پایان می‌رسد»، یک «داستان هیجان‌انگیز درجه یک» است. لوفیسیه‌ها ضمن اعطای نمره چهار از پنج به کتاب، معتقدند که این داستان «به عنوان یک درام سیاسی مدرن بسیار تأثیرگذار است و از رمان ماجرای تورنسل بسیار قابل باورتر است». از نظر آنها، کتاب یک تفسیر سیاسی مؤثر در رابطه غرب با جهان عرب ارائه می‌دهد. در تحلیل آنها، تن‌تن و هادوک نه به دلیل اینکه امیر یک رهبر خوب است، بلکه برای اهداف خودخواهانه‌شان (برای خلاصی از دست عبدالله در مارلین اسپایک) به دنبال امداد رسانی هستند؛ درست همان‌طور که دولت‌ها و بنگاه‌های اقتصادی غربی برای اینکه به منافع خود دست یابند، با رهبران عرب که حقوق بشر را زیرپا می‌گذارند، متحد می‌شوند.
تامپسون بر این باور بود که گنجاندن برده‌داری به عنوان یک مضمون اصلی باعث شده‌است که این کتاب «یکی از ماجراهای تن‌تن با جهت‌گیری بزرگسالانه‌تر» باشد. با این وجود، فار خاطرنشان کرد که داستان دربردارنده «طنز قابل توجهی» است تا تعادلی در برابر عناصر تاریک‌تر برقرار شود.  فار مقایسه‌هایی بین این اثر و A Dance to the Music of Time اثر انتونی پاول انجام داد. این مجموعه رمانی بود معاصر با کتاب کوسه‌های دریای سرخ که به‌طور مشابه از کمدی انسانی بالزاک الهام گرفته بود. بیوگرافی‌نویس هرژه، پیر آسولین، معتقد بود که کوسه‌های دریای سرخ نشان‌دهنده «اوج دوران طلایی» اوست، که با داستان نیلوفر آبی (تن‌تن) آغاز شده بود. او همچنین اظهار می‌کند که «تقریباً به نظر می‌رسد که هرژه با این داستان، ریتم و قدم زدن دوران خلاقانه‌اش را بازپس گرفته بود».
ژان ماری اپوستولیدس، در مطالعه روان‌کاوی خود در مورد ماجراهای تن‌تن، این دیدگاه را ابراز کرد که کوسه‌های دریای سرخ بازتاب‌دهنده جهانی است که در آن ارزش‌های سنتی تنزل یافته‌اند و همه چیز – از جمله زندگی انسان – به یک کالا تبدیل شده‌است. او اضافه کرد که راستاپوپولوس در این داستان به «تجسم بازار جهانی» تبدیل می‌شود و تمام شخصیت‌های دیگر را به هم گره می‌زند و بنابراین جایگزین تن‌تن به عنوان شخصیتی «در مرکز جهان داستان» می‌گردد.  اپوستولیدس بیان می‌کند که کوسه‌های دریای سرخ، «مضمون برابری عمومی همه چیز» را که در این مجموعه وجود دارد تقویت می‌کند، و با معرفی شخصیت‌های قدیمی و ایجاد روابط جدید بین آنها، به عنوان «نوعی اثر گذشته‌نگرانه» عمل می‌کند. او معتقد بود که درون‌مایه سراب در سراسر داستان فراگیر است و به‌طور مکرر در شکل‌هایی مانند ساعت کوکو عبدالله که آب‌پاش را پنهان می‌کرد و همچنین نام‌های مستعار استفاده شده توسط شخصیت‌های مختلف در طول روایت ظاهر می‌شود.  منتقد ادبی تام مک‌کارتی (نویسنده) اظهار داشت که کوسه‌های دریای سرخ تعدادی از مضامین تکرارشونده در سراسر ماجراهای تن‌تن را به نمایش می‌گذارد. او اعتقاد داشت که صحنه‌ای که در آن یکی از افراد باب الهر در مخفیگاه کوهستانی‌اش از امیر جاسوسی می‌کند، بازتاب‌دهنده موضوع گسترده‌تر «استراق سمع» است که در سراسر داستان‌ها وجود دارد. مک‌کارتی همچنین بر اقدامات تن‌تن در بازگرداندن عبدالله به خمد تأکید کرد و این دیدگاه را ابراز کرد که این کنش، بخشی از یک درون‌مایه گسترده‌تر در سراسر این مجموعه است که در آن قهرمان، کودکان رها شده را به خانه‌شان می‌برد؛ نمونه‌های دیگر شامل کشف یک خانواده خوانده برای کودک یتیم چانگ چون-چن در نیلوفر آبی (تن‌تن) و تحویل کودک کولی گمشده، میارکا، به خانواده‌اش در جواهرات کاستافیوره می‌شود.

## اقتباس‌ها
در سال ۱۹۹۱، همکاری بین استودیوی فرانسوی الیپس و شرکت پویانمایی کانادایی نلوانا، ۲۱ داستان را – از جمله کوسه‌های دریای سرخ – به مجموعه ای از اپیزودها، هر کدام به مدت ۴۲ دقیقه، اقتباس کرد. سریال کارگردانی شده توسط استفان برناسکونی، به دلیل «وفاداری کلی» مورد ستایش قرار گرفته‌است، چراکه در واقع ترکیب‌بندی برخی صحنه‌ها مستقیماً از پنل‌های کتاب کمیک اصلی برداشته شده‌است.

### Bibliography
- Apostolidès, Jean-Marie (2010) [2006]. The Metamorphoses of Tintin, or Tintin for Adults. Jocelyn Hoy (translator). Stanford: Stanford University Press. ISBN 978-0-8047-6031-7.
- Assouline, Pierre (2009) [1996]. Hergé, the Man Who Created Tintin. Charles Ruas (translator). Oxford and New York: Oxford University Press. ISBN 978-0-19-539759-8.
- Farr, Michael (2001). Tintin: The Complete Companion. London: John Murray. ISBN 978-0-7195-5522-0.
- Goddin, Philippe (2011). The Art of Hergé, Inventor of Tintin: Volume 3: 1950–1983. Michael Farr (translator). San Francisco: Last Gasp. ISBN 978-0-86719-763-1.
- Hergé (1960) [1958]. The Red Sea Sharks. Leslie Lonsdale-Cooper and Michael Turner (translators). London: Egmont. ISBN 978-1-4052-0818-5.
- Lofficier, Jean-Marc; Lofficier, Randy (2002). The Pocket Essential Tintin. Harpenden, Hertfordshire: Pocket Essentials. ISBN 978-1-904048-17-6.
- McCarthy, Tom (2006). Tintin and the Secret of Literature. London: Granta. ISBN 978-1-86207-831-4.
- Peeters, Benoît (1989). Tintin and the World of Hergé. London: Methuen Children's Books. ISBN 978-0-416-14882-4.
- Peeters, Benoît (2012) [2002]. Hergé: Son of Tintin. Tina A. Kover (translator). Baltimore, Maryland: Johns Hopkins University Press. ISBN 978-1-4214-0454-7.
- Thompson, Harry (1991). Tintin: Hergé and his Creation. London: Hodder and Stoughton. ISBN 978-0-340-52393-3.
- "Tintin, Estland och Arado" [Tintin, Estonia and Arado]. JSS Gallery (به سوئدی). 1 November 2011. Retrieved 11 August 2012.

## چاپ اول
- در انگلیس: Casterman
- در ایران (ترجمه فارسی): انتشارات یونیورسال

نسخه‌های چاپ‌شده در تمام کشورها ۶۲ صفحه دارد.